# William Kerr
William Kerr (fallecido en 1814) fue un jardinero escocés y recolector de plantas, el primer profesional a tiempo completo de Occidente como recolector de plantas activo en China. También colectó en la Isla de Java y en Luzón en Filipinas. Entre las plantas que envió de vuelta al Real Jardín Botánico de Kew estaba un arbusto vigoroso, en un primer momento mimado en los invernaderos, nombrado en su honor, Kerria.
Kerr envió de vuelta a Gran Bretaña  238 ejemplares de plantas nuevas para los jardineros europeos y para la ciencia, sin que, al parecer, le desanimara los muy lejanos sitios de comercio europeos desde Cantón y Macao o Manila.
Nativo de Hawick en la frontera escocesa , fue un jardinero de Kew, donde destacó por Sir Joseph Banks y, siguiendo las instrucciones de Banks, fue enviado a China en 1804, donde permaneció ocho años. Los hallazgos de Kerr, fueron descubiertos en locales de los jardines chinos y en viveros de plantas, incluidas Euonymus japonicus, Lilium lancifolium, Pieris japonica, Nandina domestica, Begonia grandis y Rosa banksiae, nombrada por la esposa de su patrón.
Enviado a Colombo, Ceilán en 1812, para ser superintendente de los jardines de la Isla de Esclavos y de Casa del Rey, murió allí en 1814, incapaz "para desarrollar su trabajo como consecuencia de algunos malos hábitos que había contraído, que lamentablemente,  eran nuevos para él", fue la noticia en el aviso en el The Chinese Repository que informó algún tiempo después de su prematura muerte, al parecer aludiendo a su adicción al opio.